# Grün und Blau in verschiedenen Sprachen

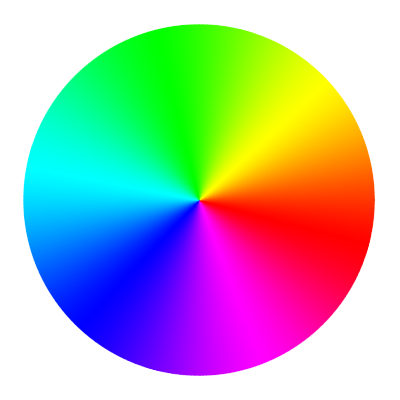
Farbverlauf

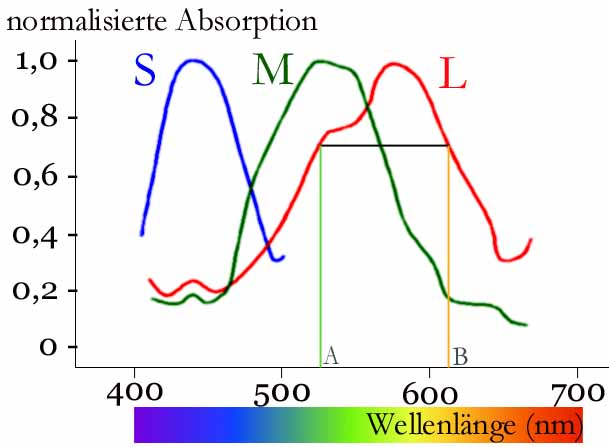
Der Farbwahrnehmung und damit der Unterscheidung von Farben stehen für alle Menschen drei Rezeptoren zur Verfügung.

Eine Unterscheidung zwischen den Farben Grün und Blau wird in manchen Sprachen nicht im Vokabular ihrer Farbwörter wiedergegeben.

## Sprachnachweise für Grün zu Blau
Die meisten indogermanischen Sprachen unterscheiden klar zwischen Grün und Blau. Andere Sprachen dagegen kennen oft nur ein Wort für beide Farben. Manche Sprachen führen die Bezeichnungen auf die Grunderfahrung der üblichen Helligkeit zurück, es werden also gerne Hellgrün und Hellblau als Farbbegriff vereinfachend zusammengefasst. Entlehnungen aus der Natur, wie die Farbe von Wasser, das in Quellteichen oft dunkel bis schwarz, in Fließgewässern eher transparent, d. h. hell, und blau ist, sowie in stehenden Gewässern durch Algenbildung meist schnell grünlich wird, oder die Verwendung von Pflanzenfarben zur Herleitung von Grün wurden verwendet. Zahlreiche Völker tropischer Regionen wie im südlichen Afrika oder auf Papua-Neuguinea verwenden für die Farben Grün und Blau ein einziges Wort.

„Das Farbband des Sonnenspektrums wird in den Sprachen nicht in gleicher Weise aufgegliedert. Anzahl und Geltung der zur Verfügung stehenden Farbwörter sind verschieden (wenn auch in den europäischen Sprachen ein weitgehender Ausgleich eingetreten sein mag)“

### Griechisch
Frühe Texte des Altgriechischen unterscheiden zum Beispiel sprachlich nicht zwischen der Farbe von Honig und von Gras. Beides war χλωρός chloros. Vermutlich war das Gras im eher trockenen und heißen Mittelmeerklima Griechenlands nicht lange genug grün, sondern zumeist gelb, wie eben der Honig. Die Grünfärbung von frischem Gras führte jedoch zur Anwendung des Begriffs als Farbbezeichnung für grüne Dinge, wie etwa heute noch auf das Blattgrün, wissenschaftlich Chlorophyll, aber auch das gelbgrüne Chlorgas. Eine eigenständige Begriffsprägung für Grün in diesem Sprachraum in der Antike findet sich nicht. Eine spezielle Behandlung von Blau oder der Blau-Grün-Beziehung ist nicht gegeben. Erst spätere Texte benutzen das Wort κυανός kyanos für dunklere Blautöne, es bezeichnete aber auch die Kornblume (deshalb auch deren botanisches Artepitheton Centaurea cyanus). Dieser Begriff findet sich in Cyanblau wieder. Für hellere, glänzende Blautöne wurde die Bezeichnung γλαυκός glaukos benutzt. Davon leitet sich die Bezeichnung Glaukom ab.
Die neugriechische Bezeichnung für Grün πράσινος prasinos geht auf die Farbe des Lauchs (altgriechisch πράσον prason, neugriechisch πράσο praso) zurück, dessen griechischer Name auch die zweite Worthälfte des Artepithetons des botanischen Namens Allium ampeloprasum bildet. Ohne Bezug zu Grün sind die neugriechischen Farbbezeichnungen für Blau μπλε ble und γαλανός galanos für „Meeresblau“ oder „Himmelblau“.

### Chinesisch

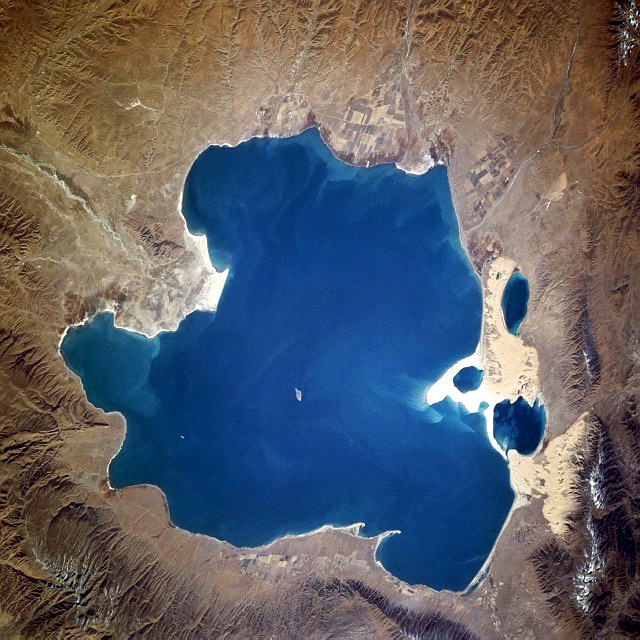
Satelliten-Aufnahme des Qinghai-Sees

Im Chinesischen, vor allem im Altchinesischen, steht chinesisch 青, Pinyin qīng als Oberbegriff für grün, blau, (dunkel-)violett und auch schwarz. Nach der lokalen Auffassung der damaligen Chinesen war die Farbe des Wassers also eher dunkel, jedoch kein lichtes Blau oder Grün. In neuerer Zeit werden insbesondere 藍 / 蓝,  lán für (indigo-)blau und 綠 / 绿,  lǜ für grün verwendet. Letzteres wird für den Grünen Tee 綠茶 / 绿茶,  lǜ chá verwendet.
Sowohl das Altchinesische als auch (großteils in dessen Fußstapfen) die neueren Sprachstufen kennen jedoch über diese wenigen, meistgebrauchten Begriffe hinaus aberdutzende von verfeinernden Abstufungen (für Pflanzen-, Erd-, Kristall-, Edelstein-, Feder-, Textilfarben). Der See, nach dem die chines. Provinz Qinghai benannt ist, der Qīnghǎihú – 青海湖 – „wörtlich der grün(blau)e Meer-See“ wobei 青,  qīng für die eher dunkle Farbe steht (siehe auch Abb.). Auch unzählige zusammengesetzte Bezeichnungen sind im Gebrauch, so das Wort 玄青,  xuánqīng mit der Bedeutung „tiefschwarz“, wobei 玄,  xuán  „schwarz“ bedeutet.

### Koreanisch
Anders verhält es sich im Koreanischen mit der Farbbezeichnung. Im Laufe der Jahrhunderte wurden aufgrund des engen Kontakts Koreas mit China etliche Zeichen (Hanja) eingeführt, die eben gerade grün und blau bezeichnen. So gibt es das koreanische Hanja 緑 Hangul 록 rog oder auch 青 / 청 cheong, um nur einen Bruchteil zu nennen (siehe die chinesischen Zeichen in Grün und blau im Japanischen).
Während der Begriff 緑 rog eher dunkelgrün bezeichnet und auf Koreanisch heute als 緑色 / 녹색 noksaek (wörtlich: dunkelgrüne Farbe) verwendet wird und sich beispielsweise im Wort für grünen Tee zeigt, meint 青 cheong eher hellgrün oder blau. Dieses Zeichen bezeichnete ursprünglich himmelblau oder azur. Das zeigt sich zum Beispiel in der Formulierung 푸른 하늘 pureun haneul. Es bedeutet eigentlich „blauer Himmel“, doch meist ist damit ein „klarer, wunderschöner Himmel“ gemeint. Ältere Generationen benutzen für „hellgrün oder blau“ noch 푸른색 pureunsaek, doch jüngere Koreaner benutzen öfter 파란색 paransaek mit derselben Bedeutung.
Im Zuge des Einflusses westlicher Sprachen, vor allem des Englischen und Amerikanischen, verwendet die junge Generation selbst 파랑색 paransaek fast ausschließlich für blau, um Missverständnisse zu vermeiden, und 草緑色 / 초록색 choroksaek (sinokoreanisch für „intensives Grasgrün“) für normales Grün und 녹색 wiederum für Waldgrün oder Dunkelgrün.
Eine besondere Eigenschaft des Koreanischen ist, dass man durch ein Raster von Veränderungen der ursprünglichen Farbwörter zahlreiche Schattierungen wiedergeben kann. Fast jeder Koreaner kennt somit 14 Bezeichnungen und mehr für Gelb oder Rot. Noch erstaunlicher ist, dass Koreaner untereinander diese Farben auseinanderhalten und sie sich vorstellen können, obwohl die Farbempfindung relativ subjektiv und nicht so genau festlegbar ist.

### Japanisch
Hauptsächlich im Gebrauch sind im modernen Japanisch die Begriffe 緑 midori „grün“ und 青い aoi „azurblau“. Das Wort midori kam während der Heian-Zeit in Gebrauch, wurde aber lange Zeit noch als eine Schattierung von aoi betrachtet. Daneben gibt es eine ganze Reihe anderer Wörter im Grün-Blau-Spektrum; dazu gehören 藍色 aiiro „indigo“ (s. chin. 藍 lán bzw. 藍色 lánsè), 紺 kon „marineblau“ und 草色 kusairo „grasfarben“, sowie die Lehnwörter グリーン gurīn von englisch green und ブルー burū von blue.
Für Europäer verwirrend ist die Verwendung von 青い aoi. Die zentrale Bedeutung ist azur oder „himmelblau“, wie im Ausdruck 青空 aozora, „blauer Himmel“. Aoi hat aber eine ganze Palette übertragener Verwendungen, einmal die ganze Farbbandbreite von grün bis blau, aber auch blass in der Benutzung von „du siehst heute aber blass aus“. Unter anderem wird 青信号 aoshingō auch für das grüne Ampelsignal verwendet, wobei in Japan tatsächlich blaugrünes Licht zum Einsatz kommt. Das geschieht auch in vielen anderen Ländern, um Menschen mit einer Rot-Grün-Blindheit oder -Sehschwäche die Teilnahme am Straßenverkehr zu erleichtern. Auch ein „grüner“ Apfel (z. B. Granny Smith), feuchtes Gras oder Bäume nach dem Regen können als aoi beschrieben werden. Aoi wird eher für einen vorübergehenden Zustand verwendet, midori dagegen für eine dauerhafte Färbung. So werden Gras oder Bäume normalerweise als midori beschrieben und nur, wenn sie vom Regen befeuchtet ein besonders intensives Grün annehmen, als aoi.

### Vietnamesisch
Das Vietnamesische hat Wörter für Braun, Rosa, Lila und Grau, aber nicht für Blau. Im Vietnamesischen ist xanh das Wort für die Farbe des (blauen) Himmels und die grünen Blätter eines Baumes. Um daher die Farben genau benennen zu können, werden häufig erweiterte Formen verwendet: xanh lá cây für grün, wobei cây Pflanze bedeutet und daher mit Pflanzenfarbe übersetzt werden kann, sowie xanh da trời wobei trời Himmel bedeutet.

### Guaraní
Guaraní, die in Paraguay von vielen Einwohnern gesprochene Sprache, verwendet für Blau und Grün das Wort hovy, unterscheidet jedoch zwischen hellen und dunklen Farben. Welche Farbe gemeint ist, muss aus dem Kontext erschlossen werden. In der Praxis wird jedoch meistens das spanische Wort verwendet, um Verwechslungen zu vermeiden.

### Walisisch und Gälisch
Aus dem Walisischen wird das Wort glas gewöhnlich als blau übersetzt. Es kann aber sowohl die Farbe des Meeres, des Grases oder ein Silberton sein. Die Standardübersetzung für Grün ist gwyrdd.
Im Gälischen steht glas ebenfalls sowohl für grün als auch blau bis grau, gleichzeitig aber auch für „Gewässer“ (ähnlich wie im Walisischen), was die Farbzuordnungen erklären könnte. Weiterhin kann gorm im Irischen für blau und grau, aber nicht für grün stehen. Schließlich gibt es für grün noch das eindeutige uaine. In der dem Irisch-Gälischen sehr nah verwandten Schottisch-Gälischen Sprache ist gorm auch für Grüntöne belegt. Die Wortfelder sind also stark durchmischt.

### Hellblau und Dunkelblau
Im Polnischen und in den ostslawischen Sprachen (Russisch, Belarussisch, Ukrainisch) gibt es eine ganz andere Besonderheit. Neben der gängigen Unterscheidung zwischen „grün“ (polnisch zielony, russisch зелёный zeljonyj, ukrainisch зелений zelenyj) und „blau“ (pl. niebieski), gibt es hier zusätzlich auch eine genaue Unterscheidung zwischen (hell-)„blau“ (pl. niebieski, ru. голубой goluboj, uk. голубий holubyj) und „dunkelblau“ (pl. granatowy, ru. синий sinij, uk. синій synij). Ein sehr ähnliches Phänomen gibt es auch im Italienischen, für das ein mittleres Himmelblau (azzurro) eine völlig andere Grundfarbe ist als ein sattes Dunkelblau (blu), während ein helles Himmelblau als blu celeste bezeichnet wird. Ebenso wird auch von vielen spanischen Sprechern (vor allem in lateinamerikanischen Varietäten des Spanischen) himmelblau (celeste, wörtlich „himmelfarben“ oder „himmelsfarbig“) strikt von anderen Blaueindrücken (azul) unterschieden. Auch im Thailändischen werden Hellblau (thailändisch สีฟ้า si fa; wörtlich „Farbe des Himmels“) und Dunkelblau (th. สีน้ำเงิน si nam ngoen; wörtlich „Farbe von angelaufenem Silber“) als verschiedene Grundfarben angesehen. Für das Mittelblau, das Deutsch- und Englischsprecher als Grundfarbe wahrnehmen, gibt es dagegen keine wirklich passende Bezeichnung.

## Erklärungsansätze

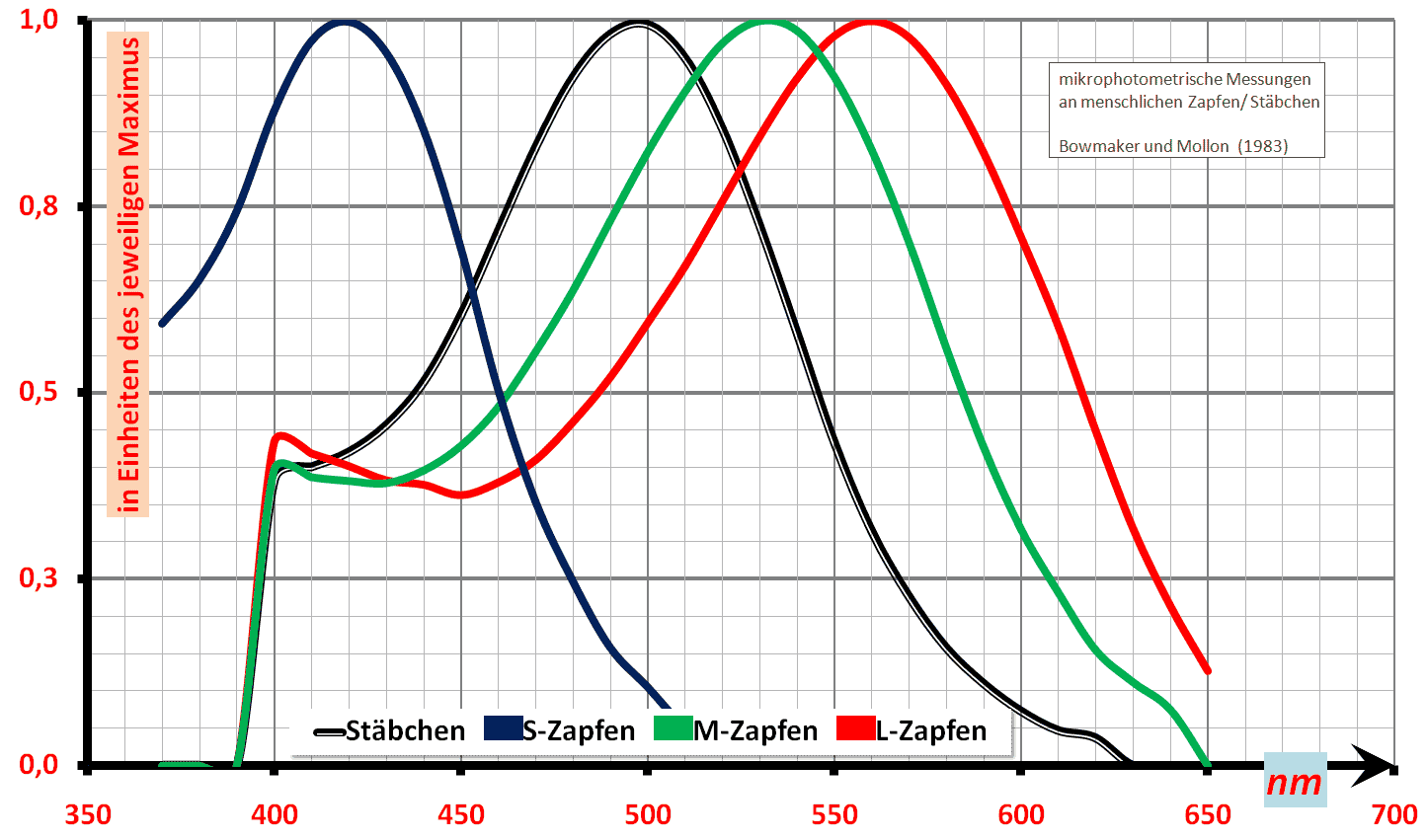
Normierte photometrisch gemessene Werte (nach Bowmaker und Mollon, 1983)

Manche Forscher nehmen an, dass betroffene Sprecher die Farben Blau und Grün auch optisch nicht unterscheiden könnten. So zeigten die Himba, ein namibisches Volk ohne begriffliche Abgrenzung beider Farben, in Versuchen Schwierigkeiten, dieselben auseinanderzuhalten. Andererseits verfügen etliche der Sprachen ohne Grün-Blau-Unterscheidung über Umschreibungen, mit denen sie die Farben näher bestimmen können.
Im Folgenden sind zwei Überlegungen dargestellt.
- Zum einen besteht die Annahme, dass die beiden Farben begrifflich nicht unterschieden würden, weil in der jeweiligen Sprache aus kulturellen Gründen keine Unterscheidung notwendig sei. Der Sapir-Whorf-Hypothese zufolge erkennen Menschen nur das, was sie in ihrer Sprache ausdrücken können. Dazu wurde festgestellt, dass Russisch-Sprecher, die über verschiedene Wörter für Hell- und Dunkelblau verfügen, verschiedene Abstufungen von Blau schneller unterscheiden können als beispielsweise englische Muttersprachler.[7] Dieser Ansatz erklärt jedoch nicht den Grund des fehlenden Blau-Begriffs. Außerdem bleibt der Zusammenhang ungewiss: Beeinflussen die Begriffe die Farbwahrnehmung oder prägt die kulturelle Farbwahrnehmung die Begriffe?
- Zum anderen wird argumentiert, dass die UV-Strahlung der tropischen Sonne das Sehorgan schädige, sodass Blaues nicht mehr klar erkannt werde. Dieser auch in nicht-tropischen Ländern stattfindende Vorgang laufe unter tropischer Sonne schneller ab. So werde vergleichsweise früh die Blau-Wahrnehmung verringert. In manchen Sprachen werde daher für die Farbe „blau“ das Wort „dunkel“ verwendet. Delwin Lindsey und Angela Brown von der Ohio State University vertreten diese Theorie, nehmen jedoch an, nicht alle Benutzer einer Sprache mit einer „blün“-Vokabel hätten getrübte Linsen. Sobald ein Teil der Bevölkerung betroffen sei, werde ein unterscheidendes Wort wie „blau“ für die übrigen Sprecher zwecklos. Wenn nur jeder vierte Blau nicht wahrnehmen könne, wisse schon bei fast jedem zweiten Zwiegespräch mindestens einer nicht, was gemeint ist.[10]

## Farbaufteilungen
Das kontinuierliche Lichtspektrum ist nicht die Grundlage der Farbwahrnehmung. Das Feld der wahrgenommenen Farben ist nicht unbedingt in einem Farbkreis erfassbar. Mindestens die Vielzahl der aufgehellten und abgedunkelten Buntvarianten sind mit den Spektralfarben nicht erfasst. Der „blaue Himmel“ etwa kann je nach Jahres- und Tageszeit von einem Hell (= Weiß) über Gewittergrau bis zum Strahlendblau und zum Abendrot in Orange- und Lilatönen erscheinen. Somit wird die Farbbezeichnung in jeder Sprache ursprünglich in eine endliche Menge von Farben mit sprachtypischen Bedeutungen unterteilt. Das „Zusammenfassen“ der „spektral benachbarten Farben“ Blau und Grün erscheint somit nur denen ungewohnt, die diese Farbkreis-Einteilung aus ihrem Kulturkreis kennen. Das ist aber nicht mit pathologischen Eigenschaften zu erklären.

## Anmerkung
1. ↑  Das Schriftzeichen xuan 玄 hat neben der poetische Bedeutung für die Farbe Schwarz, zusätzlich noch die Bedeutung für tief, tiefsinnig, profund, schwerverständlich, mystisch